# حراج پاکت‌بسته

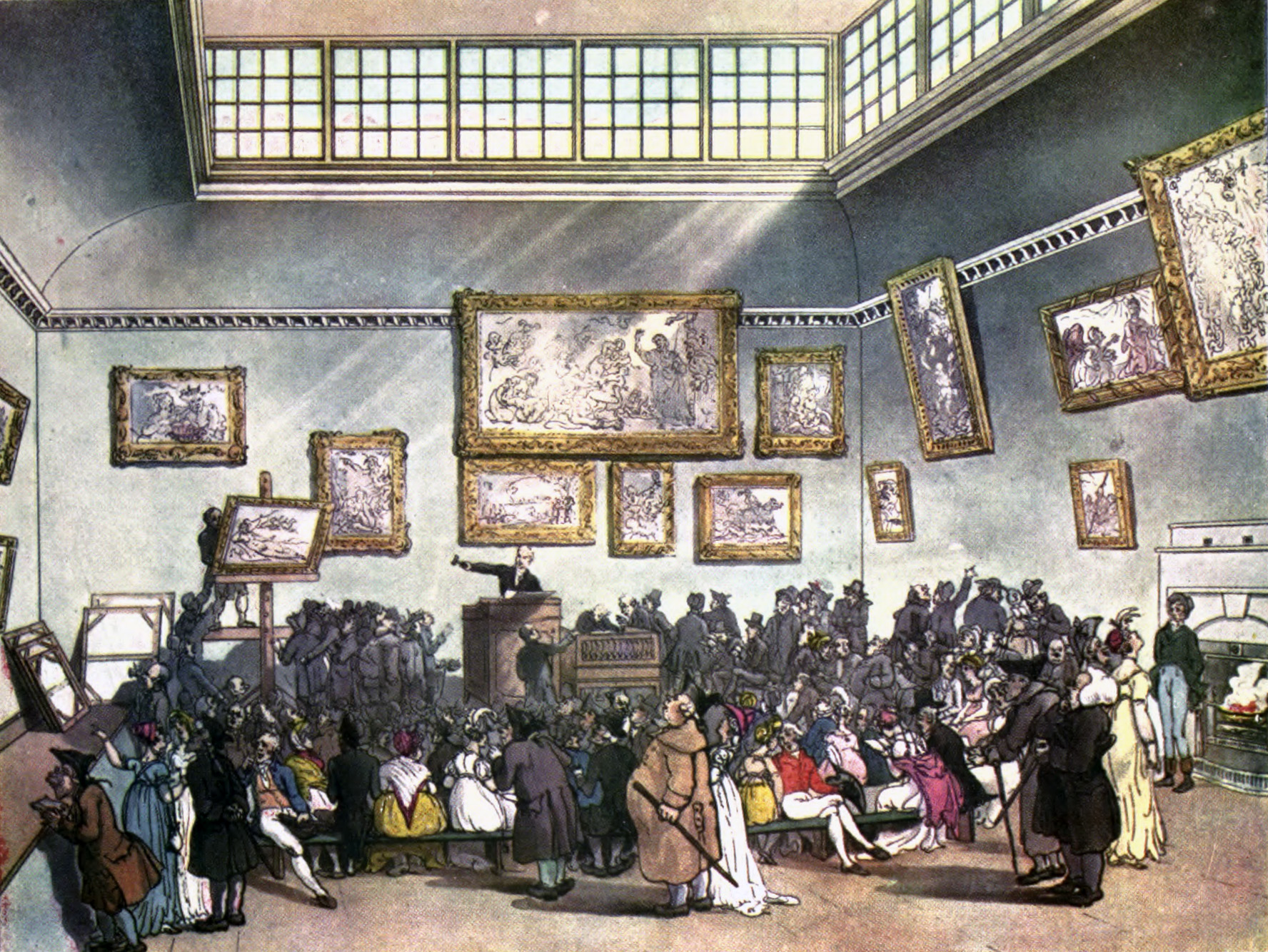
یک مزایده کورکورانه در لندن سال 1808میلادی

حراج پاکت‌بسته نوعی مزایده است که به نام مزایدهٔ کورکورانه نیز معروف است. هر پیشنهاددهنده‌ای در این نوع مزایده هر پیشنهاددهنده مبلغی را به مزایده‌گذار پیشنهاد می‌کند که از باقی پیشنهاددهنده‌ها پنهان است. کسی که بالاترین قیمت را پیشنهاد کرده برنده می‌شود و قیمت پیشنهادی‌اش را پرداخت می‌کند.

## انواع
1. تعداد پیشنهاددهنده‌ها نامعلوم باشد یا توزیع احتمالاتی تعداد افراد معلوم و بر اساس دانش‌ مشترک باشد.
2. ممکن‌است قیمت شرطی موجود نباشد؛ در این صورت فروش قطعاً اتفاق خواهدافتاد، برعکس ممکن است قیمت شرطی موجود باشد و در این‌ صورت باز هم چند حالت دارد: این قیمت در ابتدا اعلام شود، یا این که بعد از اتمام مزایده اعلام شود. در صورتی که تمام پیشنهادها کم‌تر از قیمت پیشنهادی باشند، جنس از مزایده کنار گذاشته‌ می‌شود.
3. پیشنهاد برنده (بالاترین پیشنهاد) ممکن‌ است اعلام شود یا به صورت محرمانه بین فروشنده و خریدار باقی بماند. در این صورت پیشنهاددهنده‌های بازنده تنها می‌توانند بفهمند که پیشنهاد آن‌ها کم‌تر از پیشنهاد برنده‌ بوده. در حالت نهایی یک شخص ثالث می‌تواند به عنوان میانجی بین فروشنده و خریدار عمل کند؛ به این صورت که اعلام کند یک جنس از مزایده کنار گذاشته‌ شد، بدون این‌ که مشخص کند به فروش رفت یا همهٔ قیمت‌ها از قیمت شرطی کم‌تر بود. هم‌چنین در این حالت نیازی به اعلام همهٔ پیشنهادها به فروشنده هم نیست. البته فروشنده از بالاترین پیشنهاد مطلع می‌شود.
4. در صورتی که جنسی فروش نرفت ممکن است امکان مزایدهٔ دوباره باشد.
5. قیمت‌های پیشنهادی ممکن است برای همه نامعلوم باشد، امّا امکان دارد تابع توزیع قیمت‌ها معلوم باشد. توزیع‌ها می‌تواند میان افراد یکسان باشند یا برای هر فرد متفاوت باشد.[۴]

## تحلیل استراتژیک
برای تحلیل استراتژیک بازی می‌توان این‌طور در نظر گرفت که هر بازیکن {\displaystyle i}برای کالای تحت مزایده ارزش {\displaystyle v_{i}}را قائل است. منفعت این بازیکن در صورتی که کالا را برنده شود {\displaystyle v_{i}-p}است که {\displaystyle p}ارزش واقعی کالا است. قیمتی که هر پیشنهاددهنده پیشنهاد می‌دهد، استراتژی او است.
فرض کنید مریم یک بازیکن است و برای کالا ارزش {\displaystyle v}را قائل است و در صورتی که مریم بر اساس عقلانیت بازی کند:
- هیچ‌گاه بیشتر از {\displaystyle v}پیشنهاد نخواهد داد، زیرا در صورتی که پیشنهاد او برنده شود نه تنها چیزی کسب نمی‌کند، بلکه کم‌تر از هزینه‌اش به دست می‌آورد.
- اگر دقیقاً {\displaystyle v} را پیشنهاد دهد، نه منفعتی کسب خواهد کرد و نه چیزی از دست خواهد داد.
- اگر کم‌تر از {\displaystyle v} را پیشنهاد دهد، ممکن است منفعتی داشته باشد؛ ولی میزان این منفعت به پیشنهاد باقی بازیکنان وابسته است.

خواستهٔ مریم پیشنهاد کمترین میزان ممکن برای برنده شدن است، تا جایی که این میزان از {\displaystyle v}کم‌تر باشد.
این بازی هیچ استراتژی اکیداً غالبی ندارد. بهترین استراتژی یک بازیکن بستگی به تصور او از پیشنهاد بازیکنان دیگر دارد.بازیکنان نه تنها از مقداری که بقیه پیشنهاد خواهند داد مطلع نیستند، بلکه از ارزش کالا برای آن‌ها نیز بی‌اطلاع اند. در این حالت بازی جاری یک بازی بیزی است؛ بازی‌ای که در آن بازیکنان از تابع منفعت بازیکنان دیگر بی‌اطلاع اند، ولی باورهایی دارند که بر پایهٔ توزیع‌های احتمال است.
برای این که پیدا کردن تعادل نش بیزی ساده و ممکن شود، در نظر می‌گیریم که ارزش‌گذاری پیشنهاددهنده‌ها متغیرهای تصادفی مستقل با توزیع یکسان اند؛ یعنی یک توزیع مقدم وجود دارد که ارزش‌گذاری پیشنهاددهنده‌ها همه از آن آمده.

## سازگاری با انگیزه
مکانیسم سازگار با انگیزه مکانیزمی است که در آن هر شخص حاضر کافی است مطابق رجحان حقیقی خودش بازی کند تا بهترین خروجی را دریافت کند.
از آن جایی که هیچ تعادل نش بیزی‌ای وجود ندارد که در آن پیشنهاددهنده‌ها ارزش واقعی کالا برای خود را بگویند، مزایدهٔ اوّلین-قیمت با پیشنهاد مهروموم شده حتی دربرداشت ضعیف از سازگار با انگیزه بیزی-نشهم سازگار با انگیزه نیست.
با این حال در صورتی که توابع توزیع مقدم بر ارزش‌گذاری‌ها را دانش عمومی تعیین کند، می‌توان نوعی از مزایدهٔ اوّلین-قیمت با پیشنهاد مهروموم شده داشت که سازگار با انگیزه-نش-بیزی است. قوانین این بازی به این صورت اند:
- کسی که بیشترین پیشنهاد را داده برنده می‌شود.
- کسی که بیشترین پیشنهاد را داده نصف ارزش مد نظرش پیشنهاد کرده.

این نوع از مزایده حالت تعادل بازیکنان را شبیه‌سازی می‌کند؛ به همین دلیل هر بازیکن در تعادل نش-بیزی ارزش واقعی را پیشنهاد می‌کند.

## بررسی بازی
در این بازی سود (یا زیان) افرادی که بالاترین پیشنهاد را نداده‌اند {\displaystyle 0}است و برای کسی که بالاترین پیشنهاد را داده است برابر با میزان ارزش افزوده‌ای است که به دست آورده‌است. یعنی اگر ارزش جنس برای او برابر با {\displaystyle v_{i}} و پیشنهاد او برابر با {\displaystyle b_{i}}باشد سود (زیان) او برابر با {\displaystyle v_{i}-b_{i}}است.
فرض کنیم مجموعهٔ افراد برابر با {\displaystyle N=\{p_{1},p_{2},p_{3},...,p_{n}\}}باشد. اگر هر فرد مقدار پیشنهادی خود را برابر با ارزش خود قرار دهد، سود او در هر حالت {\displaystyle 0}می‌شود. اما با بررسی احتمالاتی معلوم می‌شود سود هر قیمت پیشنهادی از تابع زیر محاسبه می‌شود:
{\displaystyle (v_{i}-b_{i})\prod _{i\neq j\in N}Pr(b_{i}\geq b_{j})}
حال فرض کنیم استراتژی افراد تابعی از ارزش آن‌هاست یعنی پیشنهاد آن‌ها توسط قیمت تعیین می‌شود و این تابع صعودی و مشتق‌پذیر است. (فرض صعودی بودن بسیار طبیعی است زیرا اگر ارزش افزایش پیدا کند فرد پیشنهاد خود را پایین نمی‌آورد). همچنین این تابع مشترک میان افراد است. نام این تابع را {\displaystyle b} می‌گذاریم. در این صورت تابع بالا برابر با تابع زیر است:
{\displaystyle (v_{i}-b_{i})\prod _{i\neq j}Pr(v_{i}\geq v_{j})}
حال فرض کنیم ارزش جنس برای هر فرد از توزیع احتمالاتی {\displaystyle f}با تابع توزیع تجمعی {\displaystyle F}باشد. پس مقادیر بالا برابر با:
{\displaystyle u_{i}=(v_{i}-b_{i})\prod _{i\neq j\in N}F(b^{-1}(b_{i}))=(v_{i}-b_{i})F(b^{-1}(b_{i}))^{n-1}}
پس هر فرد سعی می‌کند تابع بالا را ماکسیمم کند. یعنی مشتقات پاره‌ای به نسبت {\displaystyle b_{i}} باید ۰ باشد.
{\displaystyle {du_{i} \over db_{i}}=(v_{i}-b_{i})(n-1)F(b^{-1}(b_{i}))^{n-2}f(b^{-1}(b_{i})){1 \over {b'(b^{-1}(b_{i})}}-F(b^{-1}(b_{i}))^{n-1}=0}
چون b صعودی و معکوس پذیر است و فرض کردیم که ارزش، پیشنهاد را تعیین می‌کند پس {\displaystyle b^{-1}(b_{i})=v_{i}}:
{\displaystyle (v_{i}-b(v_{i}))(n-1)F(v_{i})^{n-2}f(v_{i}){1 \over b'(v_{i})}-F(v_{i})^{n-1}=0}
پس باید معادلهٔ دیفرانسیل زیر را حل کنیم.
{\displaystyle [b(v_{i})]'F(v_{i})^{n-1}=(v_{i}-b(v_{i}))[F(v_{i})^{n-1}]'\implies [b(v_{i})F(v_{i})^{n-1}]'=v_{i}[F(v_{i})^{n-1}]'}
حال با انتگرال گیری از طرفین و استفاده از انتگرال جز به جز داریم (توجه شود در فرمول پایین {\displaystyle v_{i}} دیگر متغیر نیست و ثابت است):
{\displaystyle b(v_{i})F(v_{i})^{n-1}=v_{i}F(v_{i})^{n-1}-\int \limits _{0}^{v_{i}}F(x)^{n-1}\implies b(v_{i})=v_{i}-{\frac {\int \limits _{0}^{v_{i}}F(x)^{n-1}}{F(v_{i})^{n-1}}}}

## قیاس با دیگر مزایده‌ها
مزایدهٔ هلندی، که در آن شخص مزایده‌گذار از قیمتی شروع می‌کند و آن را به مرور کم می‌کند تا شخصی حاضر شود با آن قیمت کالا را خریداری کند، از نظر رویهٔ اجرا با این مزایده متفاوت است، ولی از نظر استراتژی با یکدیگر یکسانند. در هر دو مزایده پیشنهاددهنده‌ها از پیشنهاد بقیه نامطلع اند و کالا به کسی که بیشترین قیمت را پیشنهاد دهد می‌رسد.
در این مزایده هر پیشنهادکننده می‌تواند فقط یک پیشنهاد کند و نمی‌تواند آن را تغییر دهد. از این نظر این مزایده با مزایدهٔ انگلیسی متفاوت است.
مزایدهٔ دیگری که شباهت زیادی از نظر رویهٔ اجرا به این مزایده دارد، مزایدهٔ دومین-قیمت یا مزایدهٔ ویکری است. در مزایدهٔ ویکری برنده کسی است که بیشترین قیمت را پیشنهاد کند، ولی قیمت پرداخت‌شده برابر است با دومین قیمت پیشنهادی. بنا بر این در این مزایده استراتژی اکیداً غالب وجود دارد و آن پیشنهاد کردن ارزش واقعی کالا است؛ بنابراین این مزایده یک طرز کار صادقانه است.
برخی مشخصه‌های این دو مزایده در جدول زیر با هم قیاس شده‌اند:
|                      | مزایدهٔ اوّلین-قیمت                                                                           | مزایدهٔ دومین-قیمت                                                                   |
| -------------------- | ------------------------------------------------------------------------------------------- | ----------------------------------------------------------------------------------- |
| برنده                | پیشنهاددهنده با بیشترین پیشنهاد                                                             | پیشنهاددهنده با بیشترین پیشنهاد                                                     |
| میزان پرداختی برنده  | پیشنهاد برنده                                                                               | دومین پیشنهاد                                                                       |
| میزان پرداختی بازنده | {\displaystyle 0}                                                                           | {\displaystyle 0}                                                                   |
| استراتژی غالب        | ندارد                                                                                       | استراتژی غالب پیشنهاد ارزش واقعی است                                                |
| تعادل نش-بیزی        | پیشنهاددهندهٔ {\displaystyle i}به میزان {\displaystyle {\frac {n-1}{n}}v_{i}} پیشنهاد می‌دهد. | پیشنهاددهندهٔ {\displaystyle i}صادقانه به اندازهٔ {\displaystyle v_{i}}پیشنهاد می‌دهد. |
| درآمد مزایده‌گذار     | {\displaystyle {\frac {n-1}{n+1}}}                                                          | {\displaystyle {\frac {n-1}{n+1}}}                                                  |